# Leopoldo Alas
Leopoldo García-Alas y Ureña (23. april 1852 i Zamora – 13. juni 1901 i Oviedo) var en spansk forfatter.